# أورنج (كلمة)
كلمة Orange باللغة الإنجليزية، التي يُقابلها بالعربية كلمتا بُرتقال وبُرتقالي، هي عينها قد تكون اسمًا أو صفةً. في كلتا الحالتين فإنه يشير في المقام الأول إلى فاكهة البرتقال أو اللون البرتقالي، ولكن الكلمة لها العديد من المعاني المُشتقة الأخرى.

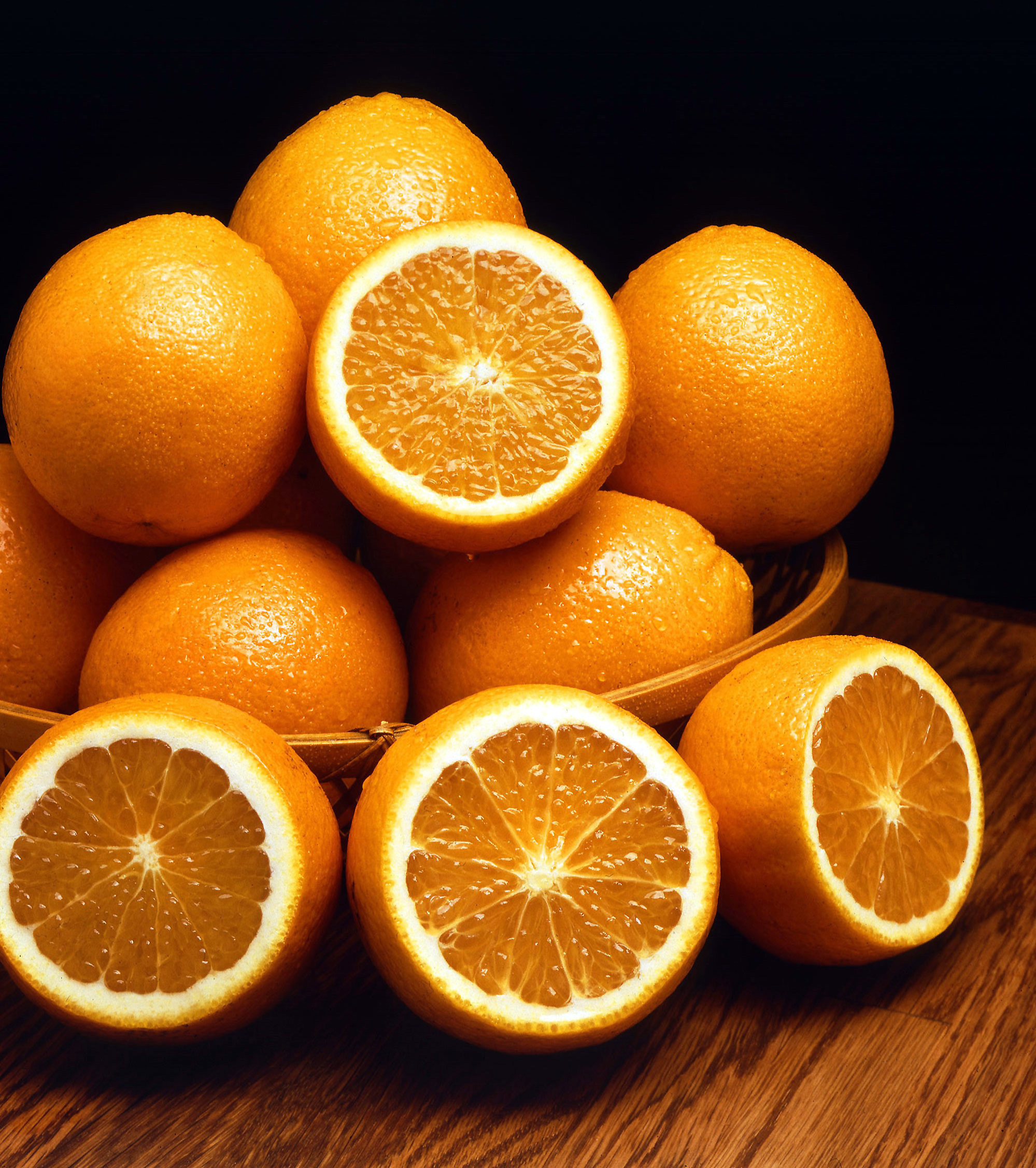
كلمة orange تُشير إلى الفاكهة أو اللون، بالإضافة لبضع معانٍ أخرى

الكلمة مشتقة من اللغة الدراڤيديونية ومرَّت من خلال العديد من غيرها من اللغات بما في ذلك اللغة السنسكريتية والفرنسية القديمة قبل الوصول إلى اللغة الإنجليزية. أقدم استخدام للكلمة في في اللغة الإنجليزية كان للإشارة إلى الفاكهة، وسُمِّي اللون لاحقًا على اسم الفاكهة. قبل أن يتعرف شعب العالم الأنگلفوني على الفاكهة، كان اللون يُشار إليه بـ«أصفر-أحمر» (geoluread في الإنجليزية القديمة) أو «أحمر-أصفر».
يُقال أن هذه الكلمة لا يوجد لها سجع في اللغة الإنگليزية. ومع ذلك، هناك العديد من السجوع النصفية أو ما قَلَّ عن ذلك، وكذلك بعض أسماء الأعلام والكلمات المُركَّبة أو العبارات التي تُكوِّن سجعًا كاملًا مع هذه الكلمة. هذا النقص في القوافي ألهم العديد من القصائد والأغاني الدُعابيَّة المازحة.

## التأثيل
كلمة oragne دخلت الإنجليزية من كلمة الفرنسية القديمة والإنجليزية النورمانية orenge. أقرب استخدام مُسجَّل للكلمة في اللغة الإنجليزية كان في القرن الثالث عشر، إشارة للفاكهة، بينما أقرباستخدام للكلمة للإشارة إلى اللون كان في القرن السادس عشر. يُعتقد عمومًا أن الفرنسية القديمة استعارت من الإيطالية melarancio («ثمرة شجرة البرتقال»، mela تعني «الفاكهة») كـ pume orenge (pume تعني «الفاكهة»). على الرغم من أن pume orenge قد سُجِّل استخدامه قبل melarancio حسب المصادر المكتوبة، مؤلفو المعاجم يعتقدون أن الكلمة الإيطالية هي في الواقع أقدم من الفرنسية.
في نهاية المطاف، يصل جذر الكلمة إلى اللغة الدراڤيدية —مع احتمال كونها مُشتقة من اللغة التاميلية நாரம் nāram أو اللغة التيلگوِّيَّة నారింజ nāriṃja أو الماليالامية നാരങ്ങ nāraŋŋa—عبر السنسكريتية नारङ्ग nāraṅgaḥ «شجرة البرتقال». من هناك دخلت الكلمة اللغة الفارسية كـ«نارنگ» nārang ثم العربية كـ«نارنج». حرف النون الموجود في أوَّل الكلمة فُقد خلال عمليَّة الـrebracketing في الإيطالية والفرنسية، كما أن بعض اللهجات وأنواع العربية فقدت النون في وقت سابق.
اسم البلدية أورانج (في فرنسا) لها تأثيل مُختلف. المقيمون ال الروماني-سلتيكيون أقاموا هناك في 36 أو 35 قبل الميلاد وكان اسمه في الأصل Arausio، إله ماء سلتيكي. إمارة البرتقال (أو إمارة أوراني) سُميِّت تبعًا للمكان وليس اللون. على الرغم من ذلك، في وقت ما بعد القرن السادس عشر، اُعتمد اللون البرتقالي كرمز نام-نشان لبيت عائلة أورانج-ناساو. على مدى الزمان ارتبط اللون مع البروتستانتية بسبب مشاركة «البيت البرتقالي» بجانب البروتستانت في حروب فرنسا الدينية وحرب الثمانين عاما الهولندية.

## القافية
من المقبول على نطاق واسع أنه لا توجد كلمة إنجليزيةتُكوِّن قافية مع كلمة oragne، على الرغم من أن هناك نصف-سجوع كـ"hinge ()"و"lozenge ()" و"syringe (حقنة)" و"flange ()" Stonegenge" (ستونهنج) و"porridge" (). على الرغم من أن هذه الخاصية ليست فريدة من نوعها للكلمة—كانت هناك دراسة أُُجريِت ل 5,411 كلمة ذات مقطعية واحدة ووجدت 80 كلمة لا يوجد لهن قوافٍ—، إلَّا أن عدم وجود قافية لكمة برتقال قد حصل على اهتمام كبير، وألهمت العديد من القصائد الدُعابيِّة.
على الرغم من أن كلمة sporange, هي قافية بصرية ‏ لـorange، إلا أنها في الواقع ليست قافية، حيث أن المقطعيَّة الثانية في الكلمة تُلفظ كـ ‎[-ændʒ]‏، دون إرخاء حرف العلَّة كما في كلمة orange، وغالبا ما تكون المقطعيَّة نبرة.
هناك عدد من أسماء الأعلام التي تكوِّن قافية أو ما يقرب القافية مع كلمة برتقال ، بما في ذلك Blorenge (جبل في ويلز)، و Gorringe (اسم عائلة). قائد قوات النيڤي الأمريكية Henryu Honychurch Gorringe، قائد حاملة الطائرات گتيسبيرگ الذي اكتشف نتوء گورنج في عام 1875،  ألهم آرثر گترمن إلى التهكم في «Local Note - ملاحظة محليَّة»:
In Sparkill buried lies that man of mark
Who brought the Obelisk to Central Park,
Redoubtable Commander H.H. Gorringe,
Whose name supplies the long-sought rhyme for "orange."
الكلمات المُركَّبة أو العبارات قد تعطي قوافٍ كاملة أو أشبه قواف. من أمثلة ذلك door-hinge وtorn hinge وinch وa werench. وليم شيپرد والش كوَّن هذه الفقرة التي يظهر بها قافيتان لبرتقالة تتكوَّنان من كلمات مركبَّة تتكون من أكثر من كلمة واحدة.
I gave my darling child a lemon,
That lately grew its fragrant stem on;
And next, to give her pleasure more range,
I offered her a juicy orange.
And nuts, she cracked them in the door-hinge.
Enjambment يمكنها أيضًا توفير القوافي. على سبيل المثال، في قصيدة ويلارد راقب «The Unrhymable Word: Orange - الكلمة التي لا تُقفى - برتقال».
The four eng-
ineers
Wore orange
brassieres.
مثال آخر من قبل توم لهرر يعتمد فيه على نُطق العديد من الأمريكيين لكلمبرتقال كـ/ˈɑrəndʒ/ عوضًا عن /ˈɔrəndʒ/:
Eating an orange
While making love
Makes for bizarre enj-
oyment thereof.
مغني الراب Eminem معروف بقدرته على ثني الكلمات كي تُكوِّن قوافٍ. في أغنيته "Buisness" من ألبوم The Eminem Show، قام بثني الكلمات لتكوين قافية لكلمة برتقال.
Set to blow college dorm rooms doors off the hinges,
Oranges, peach, pears, plums, syringes,
VROOM VROOM! Yeah, here I come, I'm inches,
ألفاظ المناسبات أحيانًا تُخلق بحيث تقفى مع كلمة برتقال. الملحنين چارلز فاكس ونورمان گمبل كتبا أغنية "Oranges Poranges" التي من المُخطَّط أن تُغنيها شخصيَّة Witchiepoo في البرنامج التلفزيوني H. R. Pufnstuf.
Oranges poranges, who says,
 oranges poranges, who says,
oranges poranges, who says?
there ain't no rhyme for oranges!

## وصلات خارجية
- Orange Rhymez!، موقع وِب يقوم بإيجاد كلمات تُكوِّن نصف قوافٍ مع كلمة orange